# Afonso Mendes de Melo
Afonso Mendes de Melo (1240 – 1280) foi um Rico-homem e cavaleiro medieval do Reino de Portugal e o 2.º senhor de Melo.

## Relações familiares
Foi filho de Mem Soares de Melo, 1.º senhor de Melo e de Teresa Afonso Gato, filha de Afonso Pires Gato e de Urraca Fernandes de Lumiares. Casou com Inês Vasques da Cunha, filha de Vasco Lourenço da Cunha, 2.º senhor do morgado de Tábua e de D. Teresa Pires Portel, de quem teve:
1. Rui Vasques de Melo (c. 1270 -?), 3.º senhor de Melo;
2. Martim Afonso de Melo (c. 1270 -?), 4.º senhor de Melo casou por duas vezes, a primeira com Inês Pires de Arganil e a segunda com Marinha Vasques de Albergaria, filha de Estvão Soares de Albergaria, "o Velho" e de Maria Rodrigues Quaresma;
3. Pero Afonso de Portugal;
4. Lopo Afonso casou em 1310 com Guiomar Gil de Chacim, filha de Gil Nunes de Chacim e de Maria Martins Zote.